# Pesach
Pèsach o Pesah detta anche Pasqua ebraica, è una festività ebraica che dura otto giorni (sette in Israele) e che ricorda la liberazione del popolo ebraico dall'Egitto e il suo esodo verso la Terra Promessa.
Nella Bibbia ebraica, il nome di Pesach indica particolarmente la cena rituale celebrata nella notte fra il 14 e il 15 del mese di Nisan in ricordo di quella che aveva preceduto la liberazione dalla schiavitù in Egitto; i successivi sette giorni vengono chiamati Festa dei Pani non lievitati (o Festa dei Pani Azzimi). Questa settimana trae origine da un'antica festa per il raccolto delle prime spighe d'orzo e il loro utilizzo per preparare focacce senza lasciare il tempo necessario per il formarsi di nuovo lievito e così ottenere la fermentazione della nuova farina. La pesach, quindi, segna il principio della primavera ed è anche chiamata Chag haaviv, cioè "festa della primavera".
Questo è confermato dal confronto con il versetto di Numeri 28,16:
e i versetti di Esodo 12,17-20
Fuori dalla Terra di Israele i giorni degli azzimi sono otto.
La Pasqua è una delle tre "feste di pellegrinaggio" (Shalosh Regalim) assieme a Pentecoste (Shavuot) e Festa delle Capanne (Sukkot).

## Origine della festività

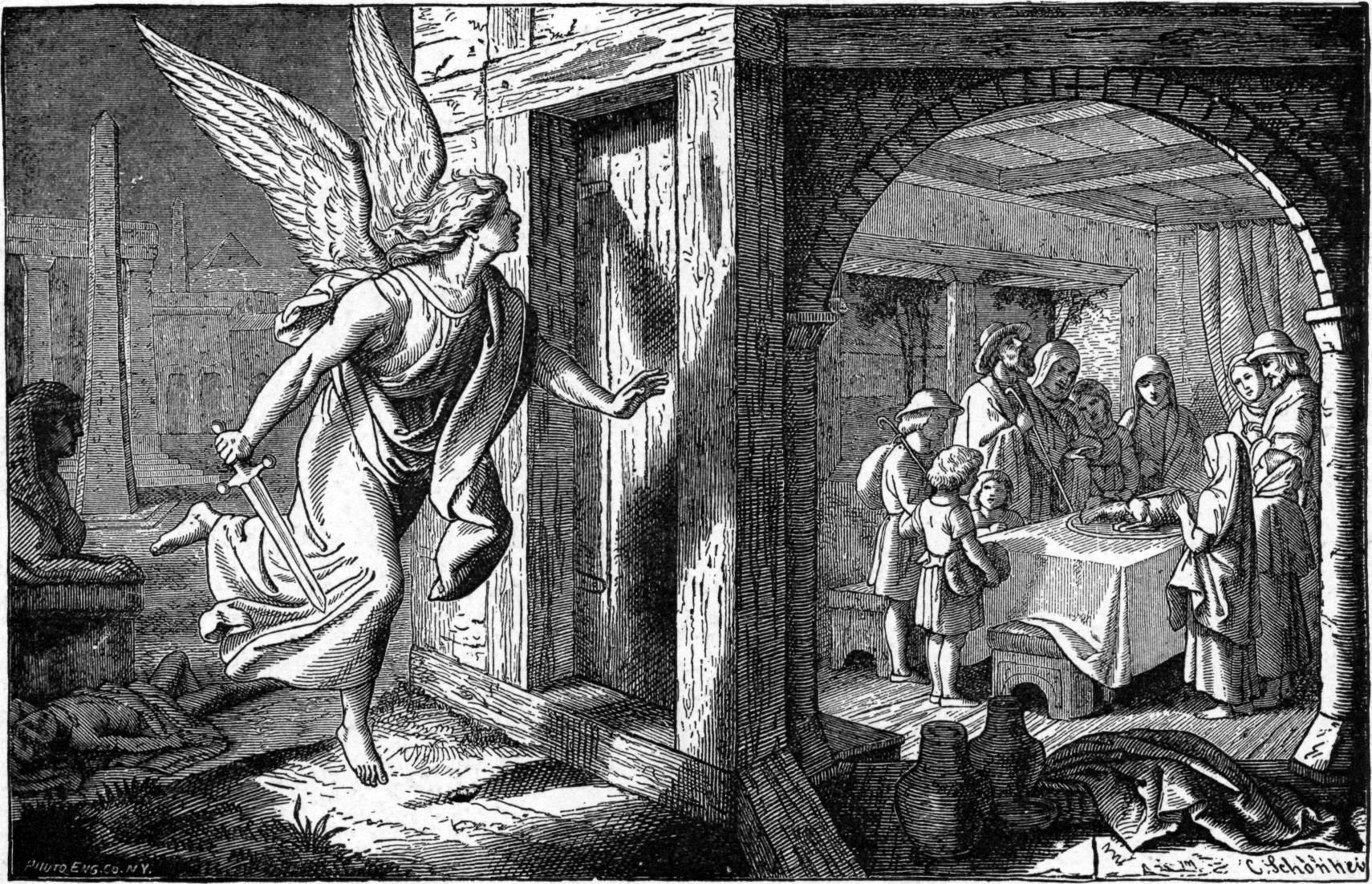
L'Angelo della Morte e la prima Pesach, illustrazione da un libro di Charles Foster del 1897

### La fuga dall'Egitto
Il termine Pesach, infatti, trae origine da una vicenda del Libro dell'Esodo. In questo Dio annuncia al popolo di Israele, ridotto in schiavitù in Egitto, che Lui lo libererà e, dato il rifiuto degli egizi, Dio annuncia la loro punizione:
Dio ordina al popolo di Israele di marcare gli stipiti delle loro porte con del sangue di agnello cosicché:
La frase "passerò oltre" viene resa in ebraico con la parola Pesach. In inglese essa viene tradotta letteralmente con "pass over", contratta in Passover, per indicare la festa ebraica della Pasqua. Il termine italiano "Pasqua", invece, deriva da un'erronea trascrizione in greco (pascha), che per almeno due secoli venne spesso interpretata come un riferimento alla Passione di Gesù. In greco, infatti, "pascho" vuol dire "patire". Il termine passò successivamente in latino.

### Il pane non lievitato
I due principali comandamenti legati alla festa di Pesach sono: cibarsi di matzah (pane non lievitato) e la proibizione di nutrirsi di qualsiasi cibo contenente lievito durante l'intero periodo della festività; in epoca antica ve ne era un terzo: l'offerta dell'agnello nella sera del giorno 14 del mese ebraico di Nisan ed il cibarsi quella stessa notte del sacrificio di Pesach.
Sebbene parecchie siano le spiegazioni che sono state date al cibarsi di pane azzimo, la più accreditata è che si tratti di un ricordo del pane di cui gli Israeliti si cibarono durante l'Esodo: durante la loro fuga dall'Egitto non ebbero il tempo di far lievitare il pane. Nella celebrazione del Seder, un passo, da recitare con la matzah in mano recita "Questo è il pane dell'afflizione di cui i nostri padri si cibarono in terra d'Egitto..."
Le prescrizioni rituali hanno poi dato origine a una cena particolare, chiamata seder, celebrata nelle prime due sere della festa. Altri usi associati a Pesach sono il cibarsi di erbe amare ed altri alimenti durante la celebrazione del seder.

## Usi ebraici
Prima dell'inizio della festività gli ebrei eliminano da casa ogni minima traccia di lievito e qualsiasi cibo che lo contenga (questo viene indicato con il termine chametz). Questa tradizione viene chiamata "bedikat chametz".
Durante tutto il periodo della festività non viene consumato cibo lievitato sostituendo il pane, la pasta e i dolci con le "matzot" ed altri cibi appositamente preparati senza essere lievitati.

## Il Seder

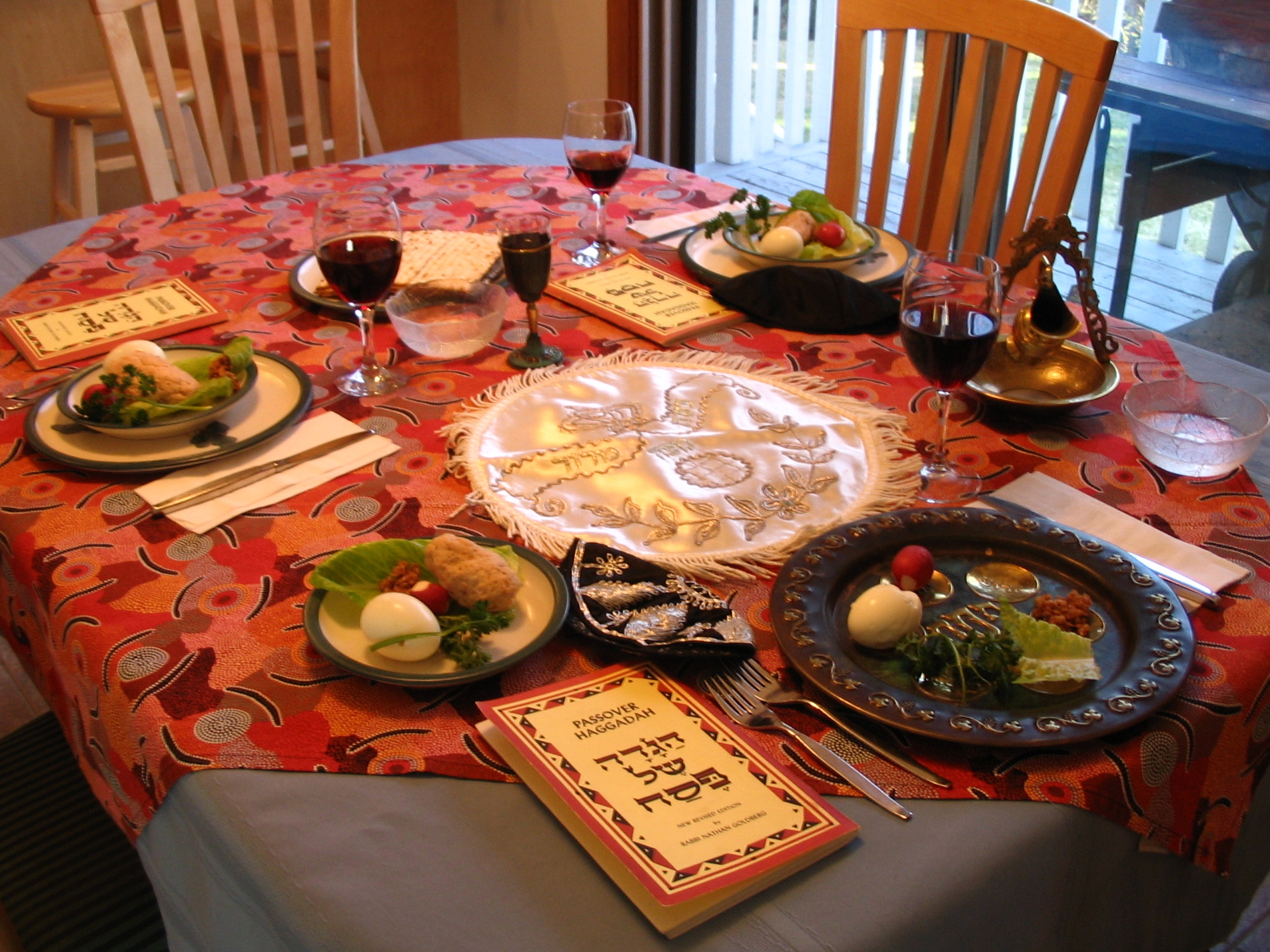
Tavola imbandita per il Seder della Pesach.

Pesach è una festività che viene solitamente trascorsa in famiglia. La prima notte in particolare è la più importante. Durante le prime due sere si usa consumare la cena seguendo un ordine particolare di cibi e preghiere che prende il nome di seder, parola che in ebraico significa per l'appunto ordine, durante il quale si narra l'intera storia del conflitto con il faraone, delle dieci piaghe e della fuga finale seguendo l'Haggadah di Pesach. Tradizionalmente è il bimbo più piccolo della casa che chiede all'uomo più vecchio di raccontare cosa successe allora, con una semplice domanda.
Durante il seder vengono utilizzate 3 matzot che vengono tenute coperte da un panno e scoperte durante la lettura di alcuni brani. All'inizio della cena viene spezzata in due pezzi quella di mezzo; il pezzo più piccolo viene rimesso tra le due rimanenti, mentre il pezzo più grande viene utilizzato come Afikomen, (l'ultimo pezzo di matzah che verrà consumata durante il pasto).
I bambini vengono coinvolti molto nel seder, attraverso brani a loro dedicati, immagini e quant'altro. Alcuni usano per l'afikomen farne oggetto di ricerca, come fosse una caccia al tesoro, a cui partecipano spesso tutti i commensali.

### Disposizione del piatto
Durante la cerimonia un piatto, detto piatto del Seder, è parte centrale della narrazione che precede la cena. Il piatto del seder è di solito decorato ed ha dipinti tutti i principali simboli della festa. Al centro sono poste tre Matzot per ricordare la concitata e precipitosa fuga dall'Egitto. Attorno, nell'ordine, vi sono il karpas, solitamente un gambo di sedano che ricorda la corrispondenza della festività di Pesach con la primavera e la mietitura che, in epoca antica, era essa stessa occasione di festeggiamento; maror o erbe amare, che rappresentano la durezza della schiavitù; una zampa arrostita di capretto chiamata zeru'a: rappresenta l'agnello pasquale che gli ebrei sacrificarono nella notte della morte dei primogeniti egiziani; un uovo sodo, beitza, in ricordo del lutto per la distruzione del Tempio; infine una sorta di marmellata preparata con mele, datteri, mandorle, prugne, noci e, spesso, vino (chiamata "Charoset") che rappresenta la malta usata dagli ebrei durante la schiavitù per la costruzione delle città di Pit'om e Ramses. Alcuni, specie nell'uso italiano, ne aggiungono una seconda, più dolce: la lattuga.

### Ordine
La lettura dell'Haggadah di Pesach inizia con un ricordo, un brano in lingua aramaica; poi i bambini chiedono agli adulti quale sia il significato di Pesach. Gli si risponde, si narrano gli eventi relativi all'uscita dall'Egitto, si analizzano i diversi tipi di ebrei: il figlio saggio rappresenta l'ebreo osservante. Il figlio malvagio è invece l'ebreo che sospetta "per male" e rifiuta la sua eredità e la religione ebraica, le sue radici. Il figlio semplice si riconosce nell'ebreo indifferente. Il giovane invece, colui che non conosce della propria cultura e tradizione "a sufficienza" per poter prendere parte alla discussione.
Poco dopo vi è il ricordo delle dieci piaghe inflitte da Dio all'Egitto per indurre il Faraone a lasciare liberi gli Ebrei ed un esempio di pilpul, o discussione talmudica in cui, nell'interpretazione rabbinica, le piaghe da dieci diventano quaranta, poi cinquanta, poi addirittura duecento . Più avanti, si ripete la promessa millenaria.
Nel corso del seder vi è obbligo di bere quattro bicchieri di vino, e quindi è naturale che, oltre ad essere composto da diversi brani cantati, termini di solito con canti tradizionali. Nella tradizione italiana i canti sono in italiano e si ricordano Had gadià, la storia del capretto resa famosa da Angelo Branduardi in forma ridotta con il titolo La fiera dell'est, e il conteggio, cantato, da uno a tredici, dove uno è ovviamente Dio, fino a tredici attributi divini, passando per...due Tavole della Legge, tre Patriarchi, Quattro Madri di Israele, cinque libri della Tōrāh, sei libri della Mishnah, sette giorni della settimana, otto i giorni per il Brit Milah, nove mesi di gravidanza, dieci Comandamenti, undici costellazioni, dodici tribù...
La sera di Pesach è l'unica occasione in cui gli ebrei sono liberi di recitare l'Hallel di notte poiché Pesach rappresenta una giornata unica di libertà nel corso dell'anno ebraico.

### Poesie rituali (Piyutim)
È uso concludere il Seder cantando alcune poesie rituali, o piyutim. Sebbene il Seder venga quasi sempre recitato interamente in ebraico, molte famiglie ebraiche italiane usano cantare alcuni dei piyutim anche in italiano. Lo scopo di queste poesie è probabilmente quello di permettere ai più giovani (spesso non esperti nella lingua ebraica) di prendere parte attiva nella celebrazione del Seder.
Riportiamo qui il testo di due piyutim cantati nelle comunità ebraiche italiane.

#### Chi sapesse chi intendesse
Questo piyut è la traduzione di Echad mi yodea, che associa un elemento della tradizione ebraica ad ogni numero cardinale, dall'uno al tredici.
Chi sapesse ch'intendesse cosa vuol dire
1. Uno - Dio è in cielo e uno fu, ed uno è
2. Due - le tavole della legge
3. Tre - padri nostri
4. Quattro - madri d'Israel
5. Cinque - i libri della Tōrāh
6. Sei - tomi della Mishnà
7. Sette - giorni della settimana
8. Otto - giorni della Milah
9. Nove - mesi della partoriente
10. Dieci - sono i comandamenti
11. Undici - stelle risplendenti
12. Dodici - tribù d'Israel
13. Tredici - attributi di Dio

In alcune tradizioni l'ultimo verso ricorda i tredici articoli di fede del Maimonide, anziché i tredici attributi di Dio. A Roma il poema è cantato "Uno chi sa... E uno che io lo so... Uno è Dio in cielo e uno fu ed uno è" e così via. Una versione in italiano la si può ascoltare nel film Il giardino dei Finzi Contini.

#### Capretto, capretto
Questo poema è la traduzione del piyut Chad Gadya e tratta dell'instabilità della vita: ogni oggetto o essere vivente è dipendente da altri elementi. Solo Dio, Causa di tutte le cause, non dipende da altri. Riportiamo qui la versione veneta, ancora oggi cantata nel tradizionale Seder comunitario della Comunità ebraica di Venezia
Capretto Capretto!
Che gà comprà sior pare
per un suzetto,
Capretto Capretto!
E xe venuo Hakadosh Baruch-Hu
Che gà copà el Malach Ha Maved
Che gà copà el Schoched,
Che gà shachtà el bò,
Che gà bevuo l'acqua,
Che gà stuà el fogo,
Che gà bruzà el baston,
Che gà bastonà el can,
Che morsegà el gatto,
Che gà magnà el capretto,
Che gà comprà sior pare
per un suzetto,
Capretto Capretto!
Il brano, al di fuori del suo contesto religioso, ha ispirato la composizione musicale, Alla fiera dell'est di Angelo Branduardi del 1976.

## Periodo nel calendario ebraico
Pesach cade nel calendario ebraico nei seguenti giorni:
| Erev Pesach | Pesach 1 | Pesach 2 | Chol Hamoed 1 | Chol Hamoed 2 | Chol Hamoed 3 | Chol Hamoed 4 | Shvii shel Pesach | Shmini shel Pesach |
| ----------- | -------- | -------- | ------------- | ------------- | ------------- | ------------- | ----------------- | ------------------ |
| 14 Nisan    | 15 Nisan | 16 Nisan | 17 Nisan      | 18 Nisan      | 19 Nisan      | 20 Nisan      | 21 Nisan          | 22 Nisan           |

## Periodo nel calendario gregoriano
Pesach cade nel XXI secolo (calendario gregoriano) nei seguenti giorni:
| Calendario gregoriano                              |
| -------------------------------------------------- |
| 25 marzo–2 aprile: 2013 e 2089                     |
| 26 marzo–3 aprile: 2032 e 2070                     |
| 27 marzo–4 aprile: 2002, 2021, 2051 e 2097         |
| 28 marzo–5 aprile: 2040, 2048, 2059 e 2078         |
| 29 marzo–6 aprile: 2010 e 2086                     |
| 30 marzo–7 aprile: 2018, 2029, 2037, 2067 e 2075   |
| 31 marzo–8 aprile: 2056, 2064 e 2094               |
| 1 aprile–9 aprile: 2026 e 2045                     |
| 2 aprile–10 aprile: 2007, 2053, 2072, 2083 e 2091  |
| 3 aprile–11 aprile: 2015, 2034 e 2080              |
| 4 aprile–12 aprile: 2042, 2061 e 2099              |
| 5 aprile–13 aprile: 2004, 2023, 2069 e 2088        |
| 6 aprile–14 aprile: 2012, 2050 e 2096              |
| 7 aprile–15 aprile: 2001, 2031 e 2077              |
| 8 aprile–16 aprile: 2009, 2020, 2039 e 2058        |
| 9 aprile–17 aprile: 2066 e 2085                    |
| 10 aprile–18 aprile: 2017, 2028, 2047 e 2093       |
| 11 aprile–19 aprile: 2036, 2044 e 2074             |
| 12 aprile–20 aprile: 2006, 2025 e 2055             |
| 13 aprile–21 aprile: 2033, 2052, 2063, 2071 e 2082 |
| 14 aprile–22 aprile: 2014, 2060 e 2090             |
| 15 aprile–23 aprile: 2022, 2041 e 2079             |
| 16 aprile–24 aprile: 2003, 2049, 2068, 2087 e 2098 |
| 17 aprile–25 aprile: 2030 e 2076                   |
| 18 aprile–26 aprile: 2011, 2057 e 2095             |
| 19 aprile–27 aprile: 2008, 2019, 2038 e 2084       |
| 20 aprile–28 aprile: 2046 e 2065                   |
| 21 aprile–29 aprile: 2027, 2073 e 2092             |
| 22 aprile–30 aprile: 2016, 2024 e 2054             |
| 23 aprile–1 maggio: 2005, 2035, 2081 e 2100        |
| 24 aprile–2 maggio: 2043 e 2062                    |

Come per tutte le altre feste ebraiche, l'inizio della festa coincide con il tramonto del giorno precedente.

## Pesach e Pasqua cristiana
La celebrazione cristiana della Pasqua commemora la passione, morte e risurrezione di Gesù, avvenute in concomitanza con la celebrazione ebraica di Pesach. In quell'anno la Pesach ebbe luogo di sabato (giorno che per gli ebrei inizia la sera del venerdì) e perciò tuttora la liturgia cristiana della veglia pasquale la sera del sabato santo contiene la lettura degli stessi brani biblici utilizzati dagli ebrei per la Pesach.
Secondo quanto si legge nel Vangelo di Giovanni e da altri particolari della Passione, sembra che il giorno della morte di Gesù sia corrisposto, per la maggioranza del popolo ebraico del tempo, a quello in cui si immolava l'agnello e si celebrava (alla sera) il primo seder di Pesach, e perciò al giorno ritenuto essere il 14 di Nisan, che quell'anno cadeva di venerdì. La Risurrezione, poi, ha avuto luogo "il primo giorno della settimana", cioè la domenica immediatamente successiva alla Pesach, cioè il 16 di Nisan.
L'Ultima Cena di Gesù e dei suoi apostoli, caratterizzata dai vangeli sinottici come una cena pasquale consumata la sera del giovedì, la si comprende come una possibile anticipazione del rito, propria di una parte del popolo ebraico del tempo (come ad esempio gli esseni, per il cui calendario liturgico "solare" il 14 di Nisan doveva cadere sempre di martedì) o come un'anticipazione voluta da Gesù stesso, "non potendo celebrarla l'indomani se non nella sua persona sulla croce" (Giuseppe Ricciotti).
In ambito cristiano la celebrazione della Pasqua è soprattutto ricordo e gioia per la Risurrezione, anche se in lettere scambiate tra la Chiesa di Roma e quelle d'Asia già nel II secolo, si rintraccia una disputa indicata come pasqua quartodecimana. Alcune Chiese dell'Asia minore e della Siria, infatti, ritenevano che i cristiani dovessero celebrare la Pasqua il 14 di Nisan in tono "penitenziale", ritenendola una tradizione risalente all'apostolo Giovanni, e dando così maggiore risalto alla Passione e morte di Gesù. La Chiesa di Roma, invece, aveva la tradizione di celebrare solennemente la Pasqua la domenica successiva al 14 di Nisan, volendo in questo modo mettere maggiormente in risalto la Risurrezione di Gesù. 
Dalla "composizione" di questa disputa prese origine l'attuale struttura del Triduo pasquale.
La tradizione quartodecimana fu seguita da alcune chiese fino a poco oltre il Concilio di Nicea, che stabilì il criterio per la determinazione della data della Pasqua cristiana: essa doveva cadere la domenica seguente il primo plenilunio successivo all'equinozio di primavera, considerato corrispondente al giorno 21 di marzo. Per evitare che la Pasqua fosse celebrata in giorni diversi in località di longitudine diversa il plenilunio non doveva essere effettivamente osservato, ma individuato approssimativamente mediante il calcolo.
In questo modo, inoltre, la determinazione della data della Pasqua cristiana si svincolò dalle regole del calendario lunisolare ebraico, non ancora completamente fissate e che talvolta portavano a celebrare la Pasqua prima del 21 marzo. Soltanto nel XII secolo, infatti, Maimonide stabilì le regole precise (ed indipendenti dall'osservazione dei fenomeni astronomici) del calendario ebraico attualmente in uso.
Anche la maggior parte dei protestanti, con qualche differenza, celebra la Pasqua il giorno stabilito seguendo le regole del Concilio di Nicea, invece di farla corrispondere al 14 di Nisan. 
Le Chiese ortodosse ed ortodosse orientali celebrano tutte la Pasqua secondo le regole stabilite a Nicea, anche se, non avendo aderito alla riforma gregoriana del calendario (ad eccezione della Chiesa ortodossa finlandese), questa finisce per cadere in giorni diversi da quello calcolato dai cattolici (di rito latino) e dai protestanti.
In conseguenza delle regole stabilite a Nicea (e della riforma "gregoriana" del calendario giuliano e dell'epatta) insieme all'attuale forma del calendario ebraico (per opera di Maimonide), la Pasqua cristiana cade circa nello stesso periodo di Pesach, sebbene venga fatta coincidere sempre con la domenica. Nel caso in cui il primo plenilunio di primavera (calcolato sempre approssimativamente con il metodo dell'epatta) cada proprio di domenica, e che quindi, verosimilmente, coincida con il giorno 14 di Nisan, la celebrazione della Pasqua cristiana (e "gregoriana") viene rimandata alla domenica successiva proprio perché Gesù è risorto la domenica dopo la pasqua ebraica.
Come per tutte le altre feste ebraiche, l'inizio della festa coincide con il tramonto del giorno precedente.